# Anortoclasa
L'anortoclasa és un mineral de la classe dels silicats, una varietat d'albita que, com aquesta, pertany al grup dels feldespats. Va ser anomenada així l'any 1885 per Karl Harry Ferdinand Rosenbusch del grec αν, ορθός i κλάσις, que significa "exfoliació no correcta", descriptiu de l'exfoliació del mineral.

## Característiques
L'anortoclasa és un silicat de fórmula química (Na,K)AlSi₃O₈. Cristal·litza en el sistema triclínic formant cristalls prismàtics curts. També forma cristalls ròmbics i tabulars. La seva duresa a l'escala de Mohs oscil·la entre 6 i 6,5.

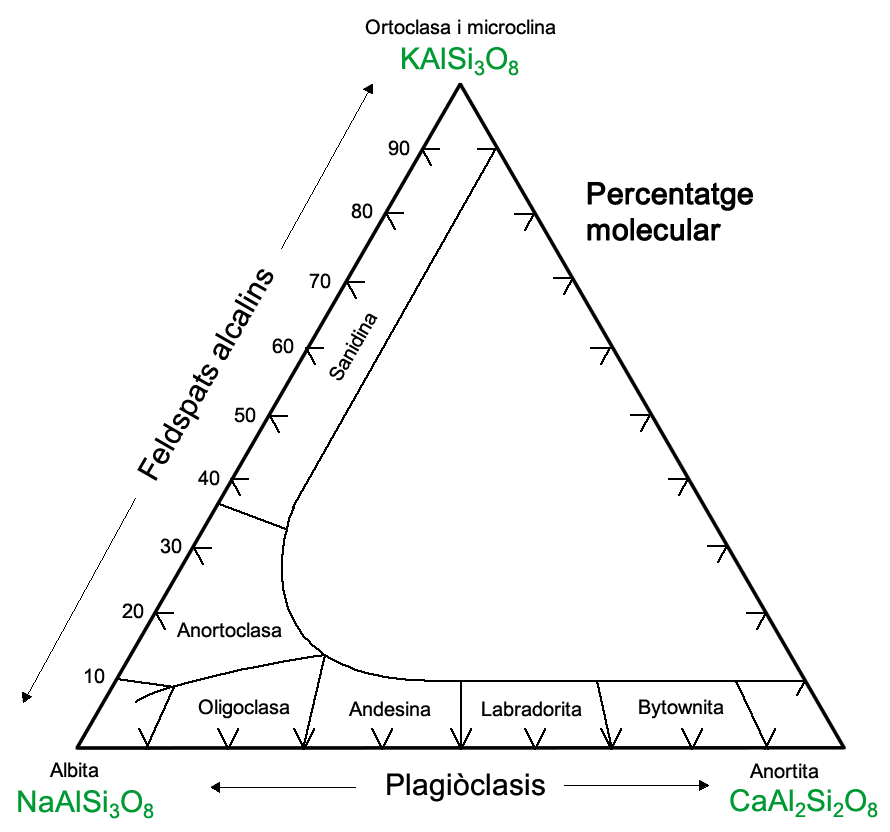
Sistema ternari dels feldespats

Forma part de la sèrie ternària de solucions sòlides cristal·lines "ortoclasa-albita-anortita" en una posició propera a l'albita. La proporció de silicat de sodi-alumini és gran: ((Na,K)AlSi3O8) entre 10 i 36 per cent de KAlSi3O8 i entre 64 i 90 per cent de NaAlSi3O8.
Segons la classificació de Nickel-Strunz, l'anortoclasa pertany a «09.FA - Tectosilicats sense H₂O zeolítica, sense anions addicionals no tetraèdrics» juntament amb els següents minerals: kaliofil·lita, kalsilita, nefelina, panunzita, trikalsilita, yoshiokaïta, megakalsilita, malinkoïta, virgilita, lisitsynita, adularia, buddingtonita, celsiana, hialofana, microclina, ortosa, sanidina, rubiclina, monalbita, albita, andesina, anorthita, bytownita, labradorita, oligoclasa, reedmergnerita, paracelsiana, svyatoslavita, kumdykolita, slawsonita, lisetita, banalsita, stronalsita, danburita, maleevita, pekovita, lingunita i kokchetavita.